# Halberstadt B-Typen

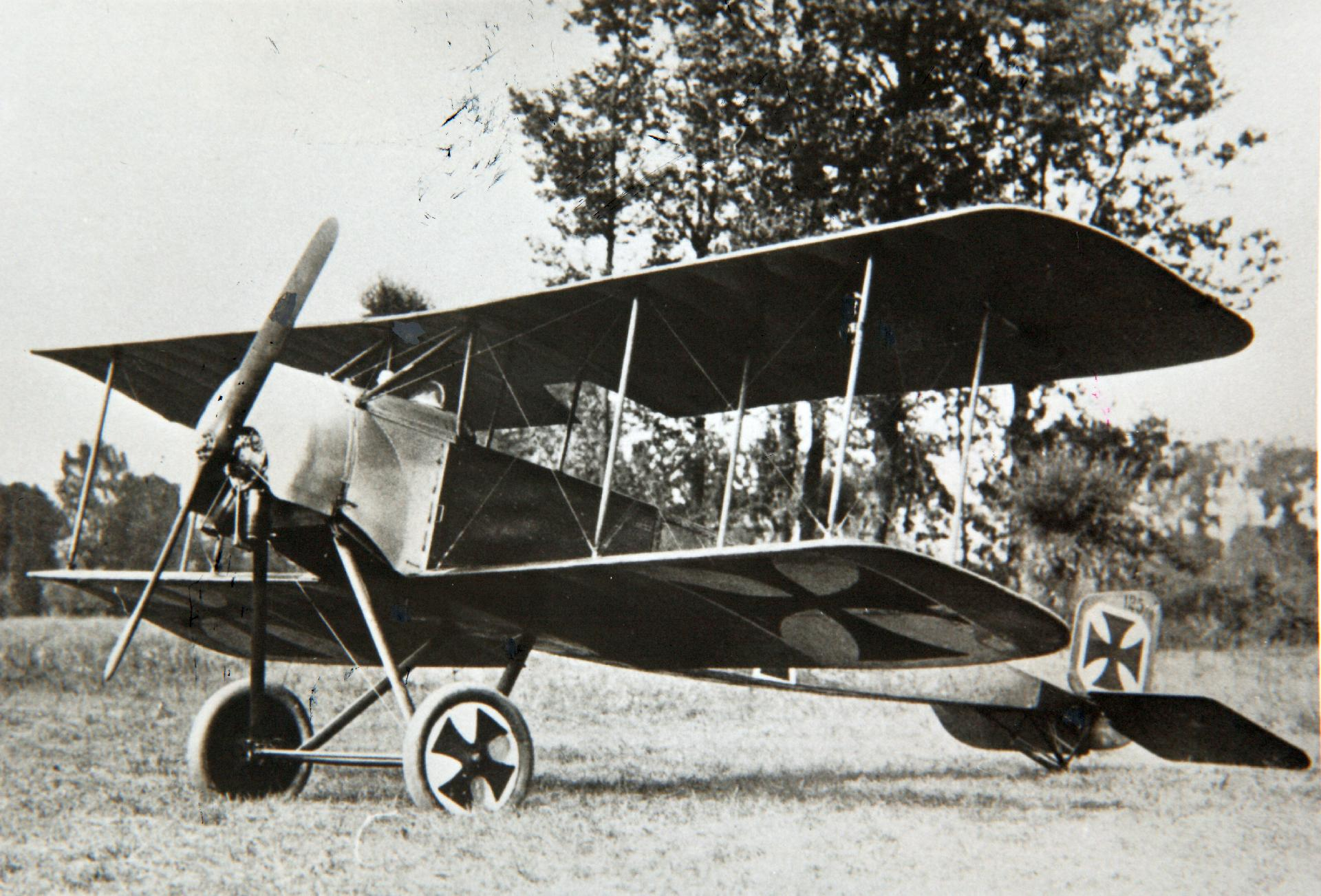
Halberstadt B I

Die Halberstadt B-Typen der Halberstädter Flugzeugwerke waren zweisitzige unbewaffnete Aufklärungs- und Schulflugzeuge der deutschen Luftstreitkräfte im Ersten Weltkrieg.

## Geschichte
1914 entwickelte Halberstadt einen Doppeldecker mit dem Oberursel-Gnôme U O-Umlaufmotor mit 80 PS Leistung, der als „Halberstadt B.I“ bezeichnet wurde und die Werksbezeichnung A15 erhielt. Das Flugzeug wurde als „Halberstadt B.II“ (B15) auf den Reihenmotor Mercedes D I mit 105 PS umgebaut und 1915 als „Halberstadt B.III“ mit dem etwas stärkerem Mercedes D II (120 PS) produziert.
Die Halberstadt B.II wurde als Basis für den ersten bewaffneten Zweisitzer (Halberstadt C.II) verwendet.

## Einsatz
Die B.I wurde als Schulflugzeug verwendet; B.II und B.III dienten kurzzeitig als Aufklärungsflugzeuge, wurden dann jedoch auch für die Pilotenausbildung eingesetzt.

## Technische Daten
| Kenngröße                              | B.II                     | B.III                    |
| -------------------------------------- | ------------------------ | ------------------------ |
| Jahr                                   | 1915                     | 1915                     |
| Verwendung                             | Aufklärer, Schulflugzeug | Aufklärer, Schulflugzeug |
| Besatzung                              | 2                        | 2                        |
| Spannweite                             | 12,00 m                  | 12,00 m                  |
| Flügelfläche                           | 32,00 m²                 | 32,00 m²                 |
| Leermasse                              | 641 kg                   | 656 kg                   |
| Startmasse                             | 1047 kg                  | 1076 kg                  |
| wassergekühlter 6-Zylinder-Reihenmotor | Mercedes D I; 105 PS     | Mercedes D II; 120 PS    |